# Dongfeng Fengshen
 (décembre 2023).

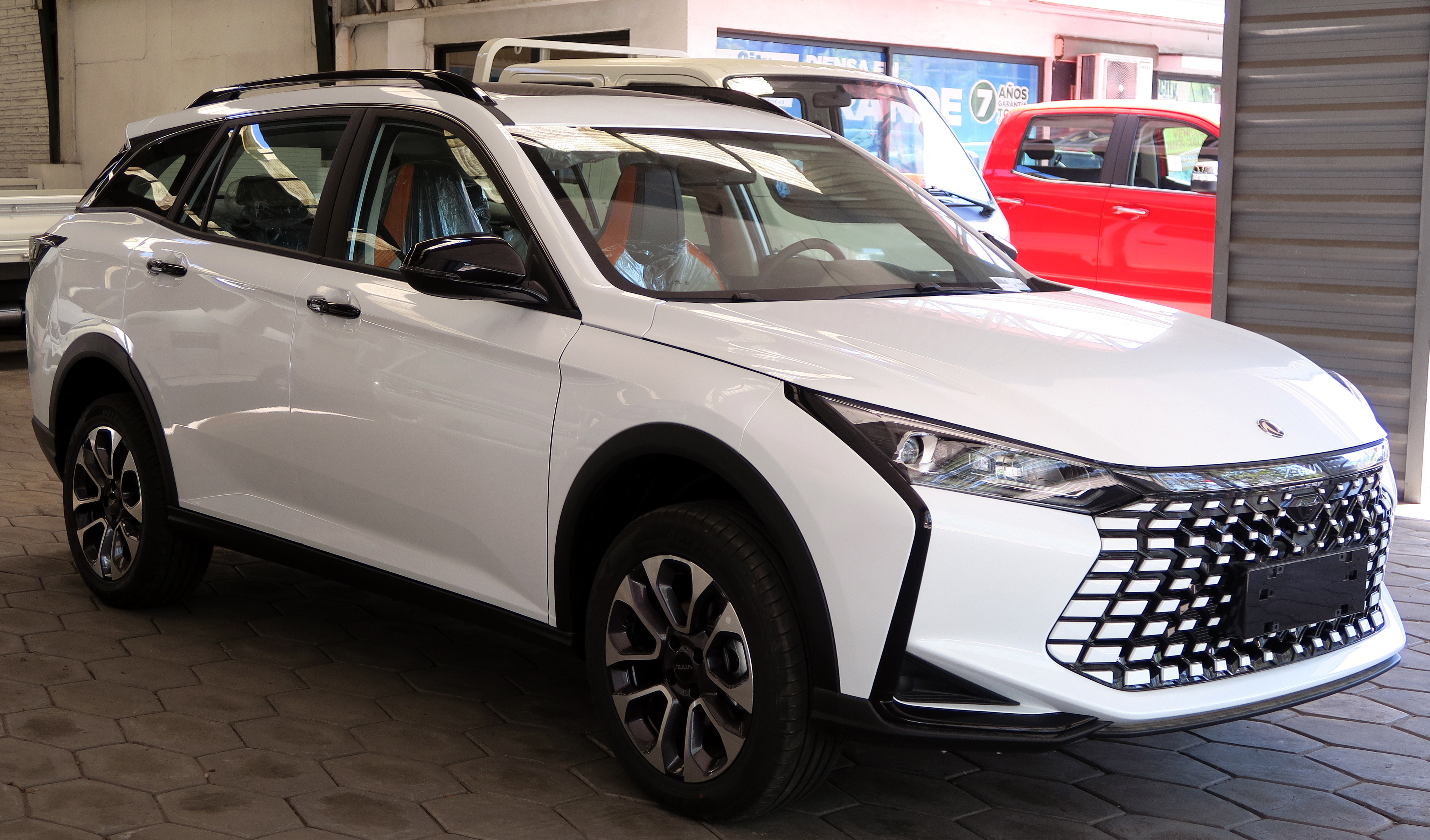
Aeolus Shine GS

Dongfeng Fengshen (chinois : 东风 风神 ; pinyin : Dōngfēng Fēngshén), anglicisé en Aeolus est une marque automobile détenue par Dongfeng Motor, via sa filiale véhicules particuliers, basée à Wuhan dans le Hubei. Elle apparaît pour la première fois en juillet 2009 à travers le modèle S30, avant de s'émanciper petit à petit de la galaxie Dongfeng à partir de 2015. Pour développer la gamme, Dongfeng utilise des technologies provenant de ses partenaires étrangers, notamment Nissan et le groupe PSA.

## Historique

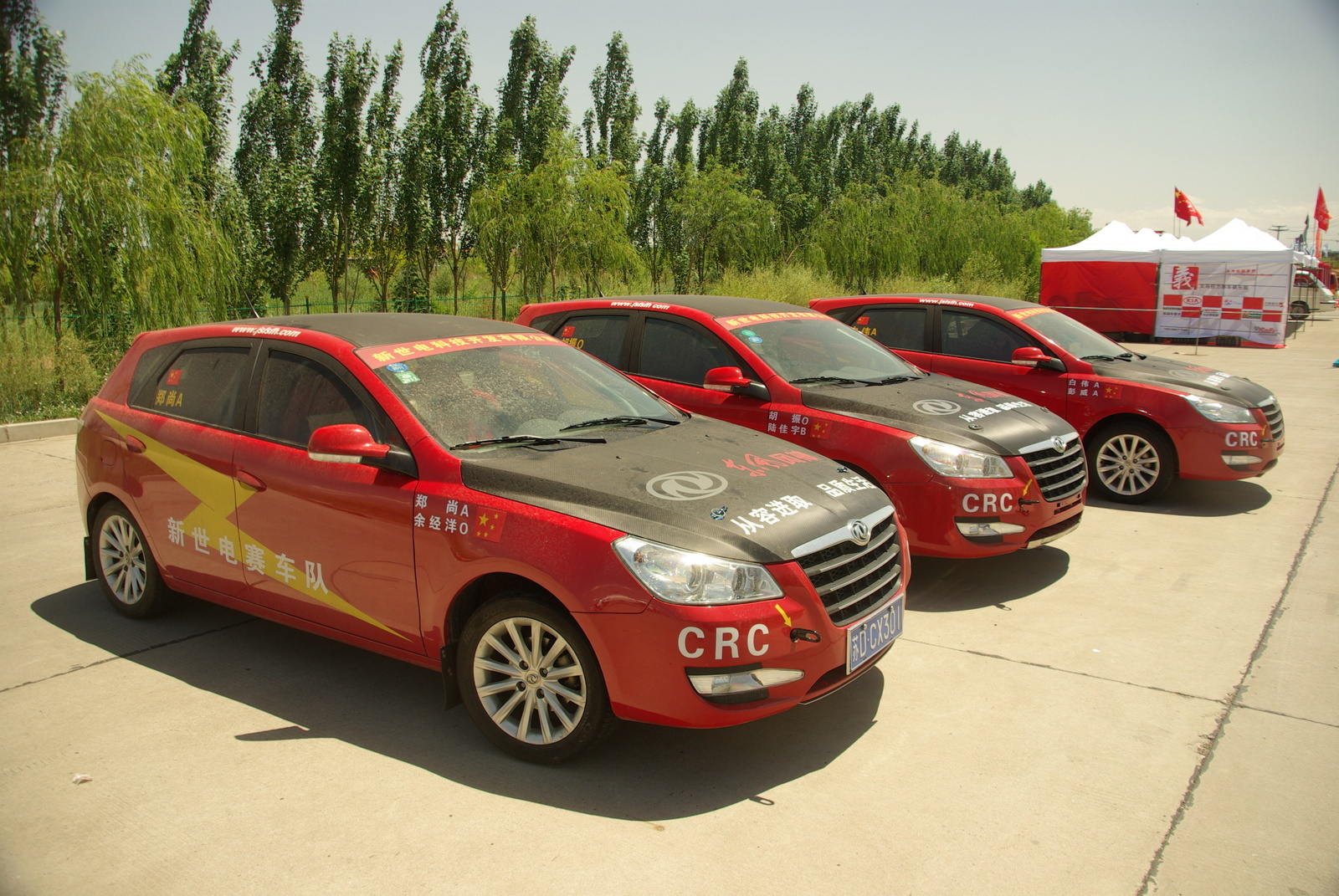
Dongfeng Fengshen H30 comme voitures de course

Le nom Fengshen a été utilisé pour la première fois comme nom de modèle de véhicule par Yunbao Automobile, une coentreprise créée par la société taïwanaise Yulon Motor. À la fin des années 1990, la société japonaise Nissan a été officiellement ajoutée comme partenaire de la coentreprise Yunbao, qui a donné naissance au premier Fengshen, le Yunbao Fengshen 7200, une gamme de modèles rebadgés basée sur le Nissan Bluebird U13 qui a été lancé sur le marché chinois en 1998. Plus tard en 2003, Nissan a acheté la part de Yulon dans la coentreprise qui est devenue Dongfeng-Nissan, et plus tard le nom Fengshen a été choisi pour devenir le nom de la nouvelle sous-marque.
Le premier modèle de production de Fengshen, une berline quatre portes de classe A appelée Fengshen S30, a été dévoilé au salon automobile Auto Shanghai en avril 2009 and went on sale in China in July 2009.

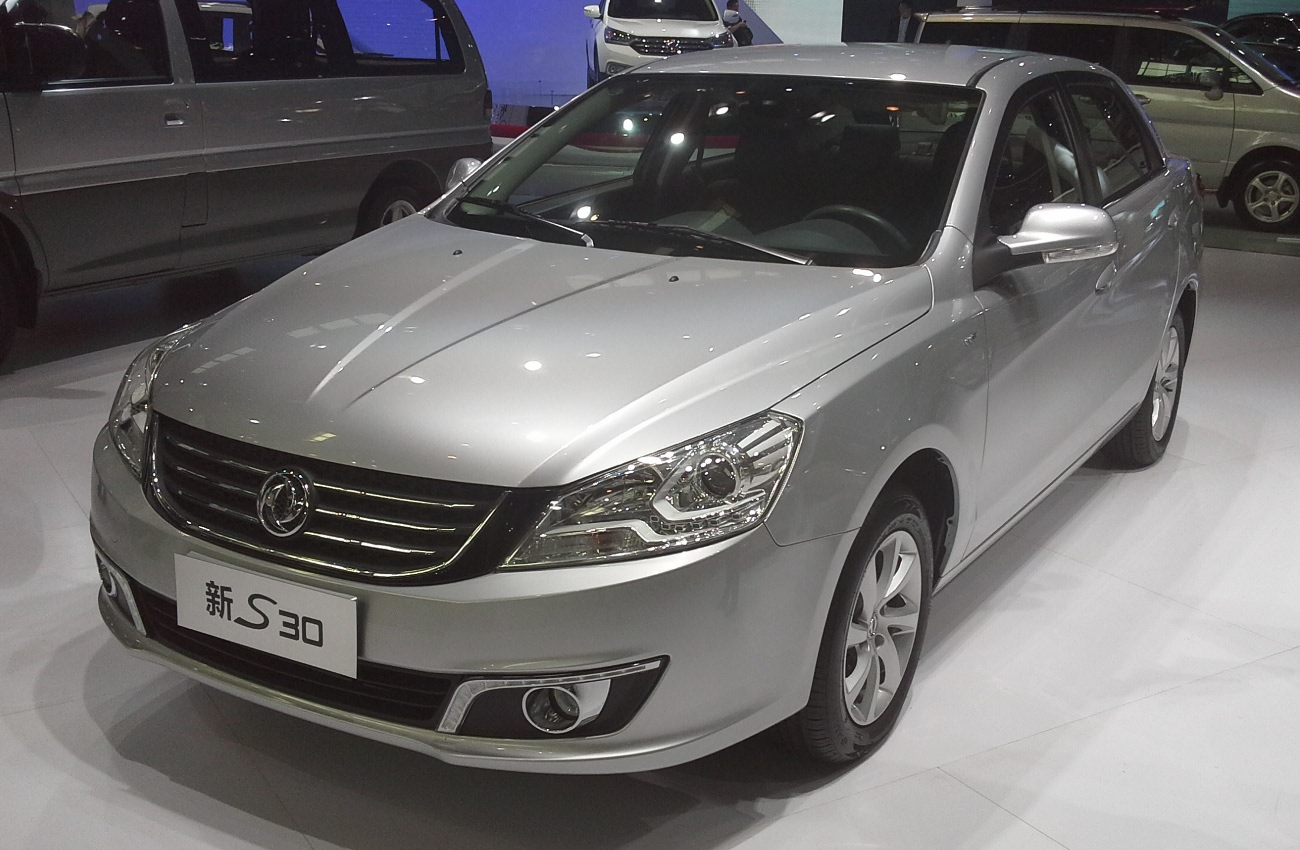
La Dongfeng S30 Fengshen (version restylée de 2014).

In June 2010, Dongfeng began the construction of an engine plant in Hebei province for the manufacture of self-developed engines for Fengshen vehicles.
Le Fengshen H30, une berline cinq portes de taille moyenne, a été officiellement lancé en janvier 2011.[réf. nécessaire] Le Fengshen H30 Cross, un SUV compact à cinq portes, a fait ses débuts au salon automobile Auto Shanghai en avril 2011 et a été mis en vente en Chine le même mois. La Fengshen A60, une berline compacte basée sur la Nissan Sylphy, a fait ses débuts au salon automobile Auto Guangzhou en novembre 2011 and went on sale in China in March 2012.
En avril 2012, Dongfeng a annoncé qu'elle établirait un réseau de concessionnaires multimarques à travers la Chine vendant du Fengshen, Véhicules Dongfeng Fengxing et Zhengzhou Nissan.
Les véhicules Fengshen ont été commercialisés pour la première fois hors de Chine en août 2012, lorsque la marque a été lancée au Venezuela.
En août 2023, Dongfeng Motor a annoncé la restructuration de ses filiales Aeolus (Dongfeng Fengshen), Dongfeng Nammi et Dongfeng eπ. Les trois marques ont été regroupées en une seule marque « Dongfeng », qui s'est unifiée dans la gestion du marketing et de la production. Les trois marques sont devenues des sous-marques et ont continué à utiliser des marques indépendantes.

## Autres utilisations du nom
Parallèlement, Dongfeng Personal Cars poursuit son existence sous le nom DFPV, en reprenant parfois pour sa gamme propre le nom Fengshen : on y trouve les berlines Fengshen A30, A60, H30 Cross, S30 et E30, auxquelles s'ajoutent les SUV AX7 et AX3. Ces véhicules ont été développés sans forcément le concours du groupe PSA. Présenté en 2014, le Fengshen AX7 est ainsi basé sur le Nissan Qashqai, tandis que l'A60 s'appuie également sur une plateforme Nissan. Un nouveau SUV, le Fengshen AX5, vient s'intercaler entre l'AX3 et AX7 lors du salon automobile de Pékin 2016.

## Modèle de véhicules

### Gamme actuelle
Gamme Aeolus :
- Aeolus E70, une berline quatre portes compacte électrique basée sur l'A60.
- Aeolus Yixuan, une berline compacte qui existe en version électrique.
- Aeolus EX1 : petit SUV compact, sur la base du Renault City K-ZE.
- Aeolus Yixuan GS, un break surélevé sur base Yixuan.
- Aeolus Yixuan RV, un crossover compact.
- Aeolus AX7 Pro, un SUV compact à cinq portes.

Gamme Dongfeng Fengshen :
- Fengshen A60, une berline compacte à quatre portes étroitement dérivée de la Nissan Bluebird Sylphy.
- Fengshen AX7, un SUV compact à cinq portes.

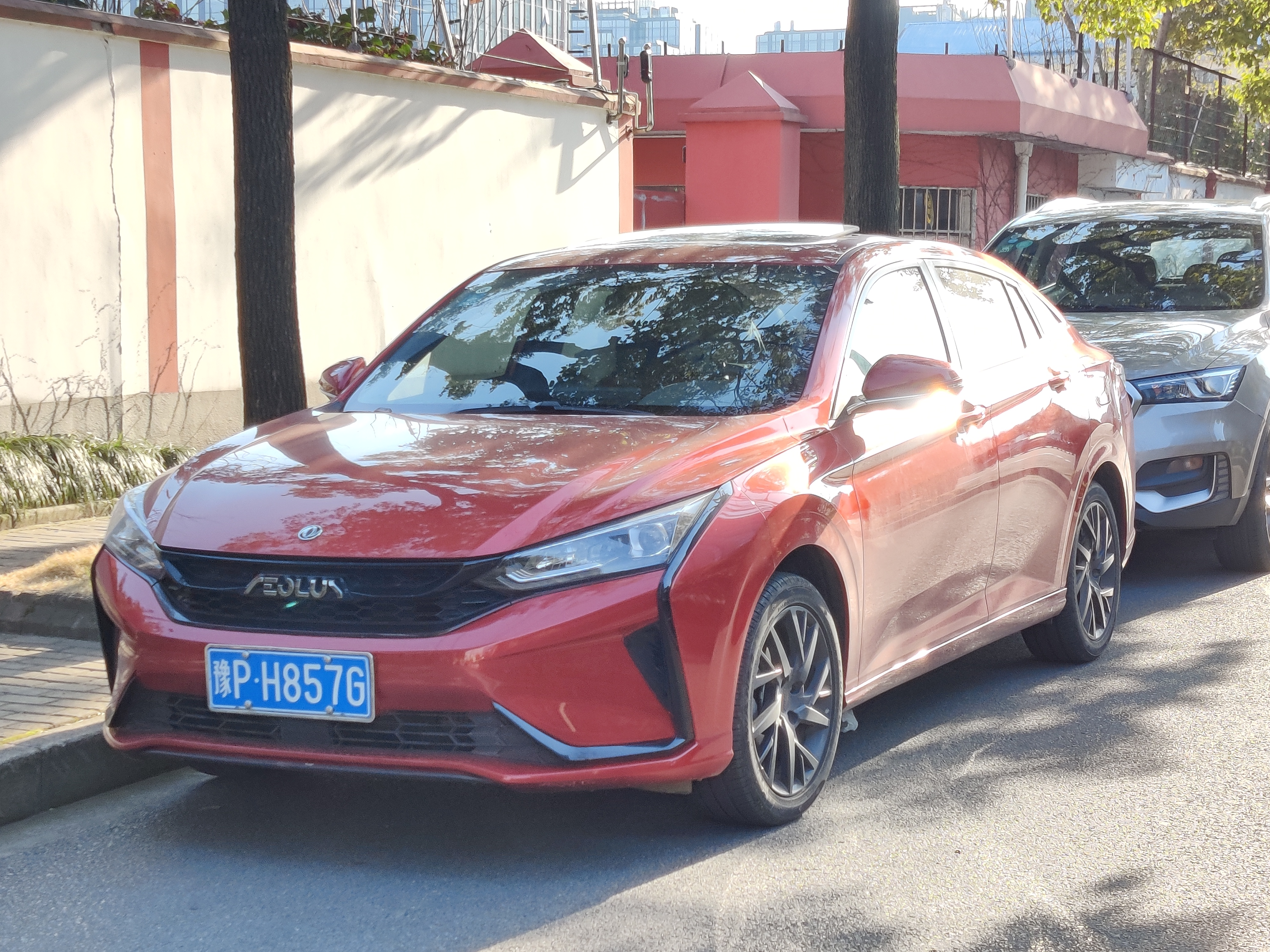
Aeolus Yixuan
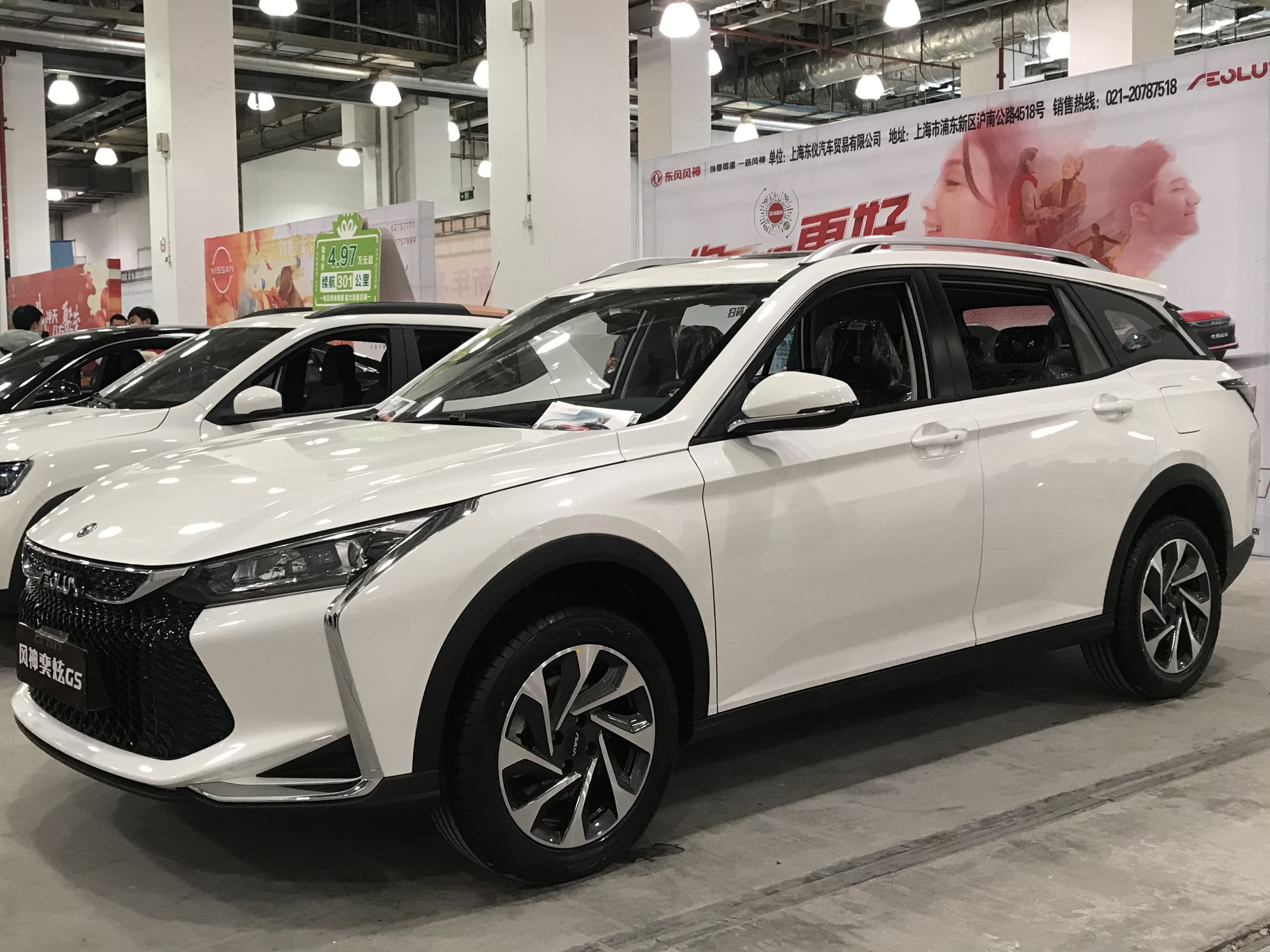
Aeolus Yixuan GS
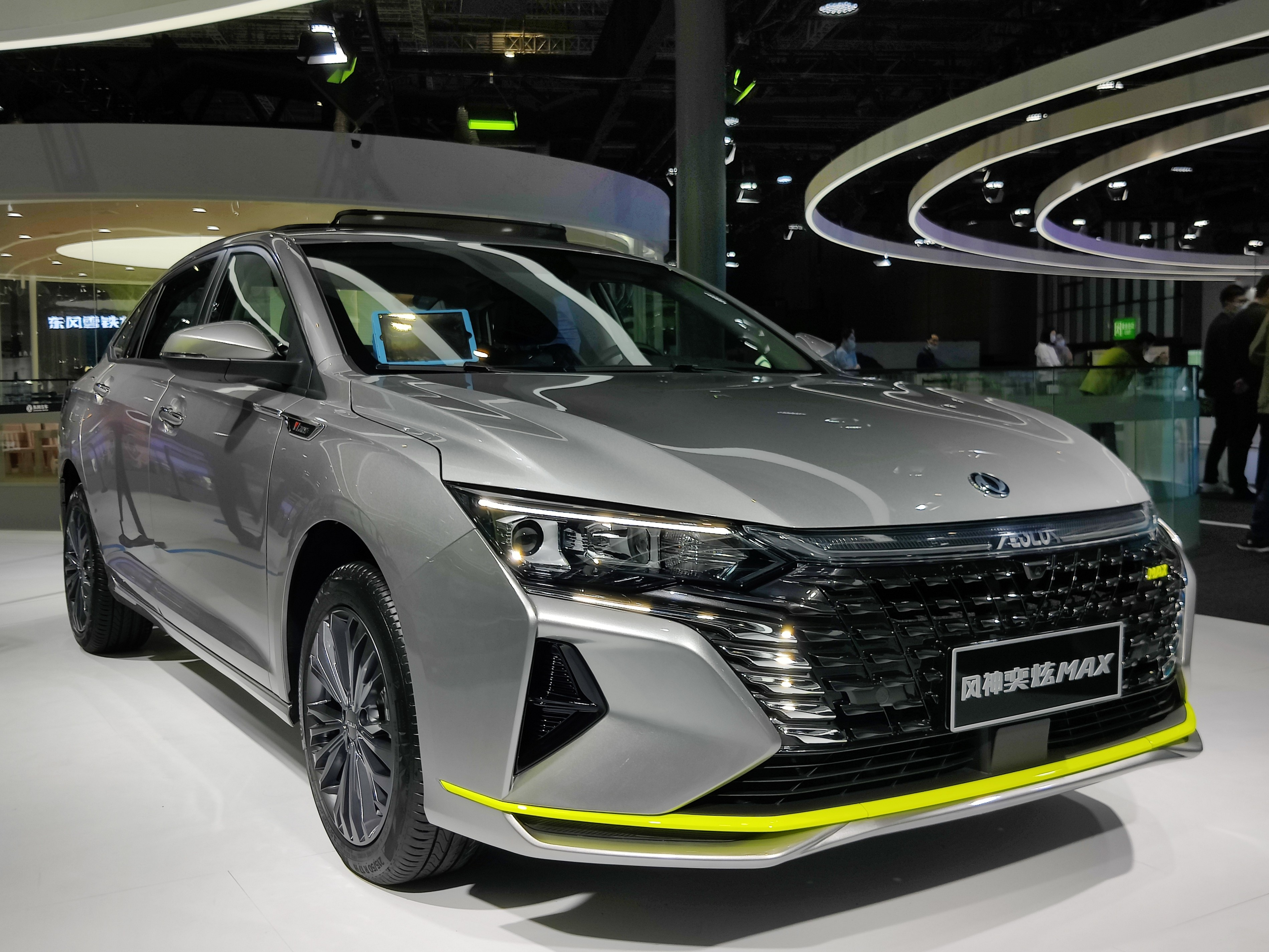
Aeolus Yixuan Max
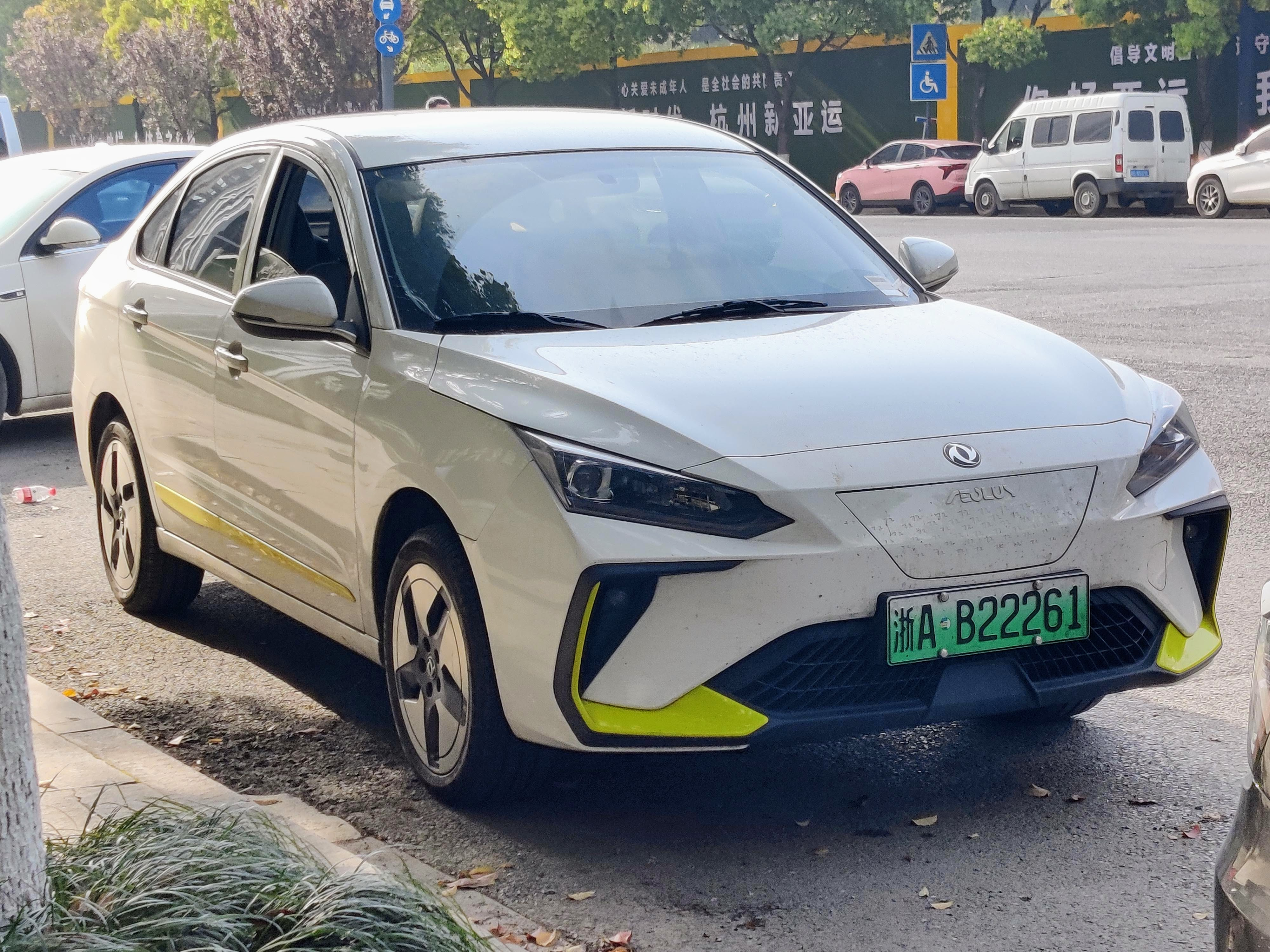
Aeolus E70
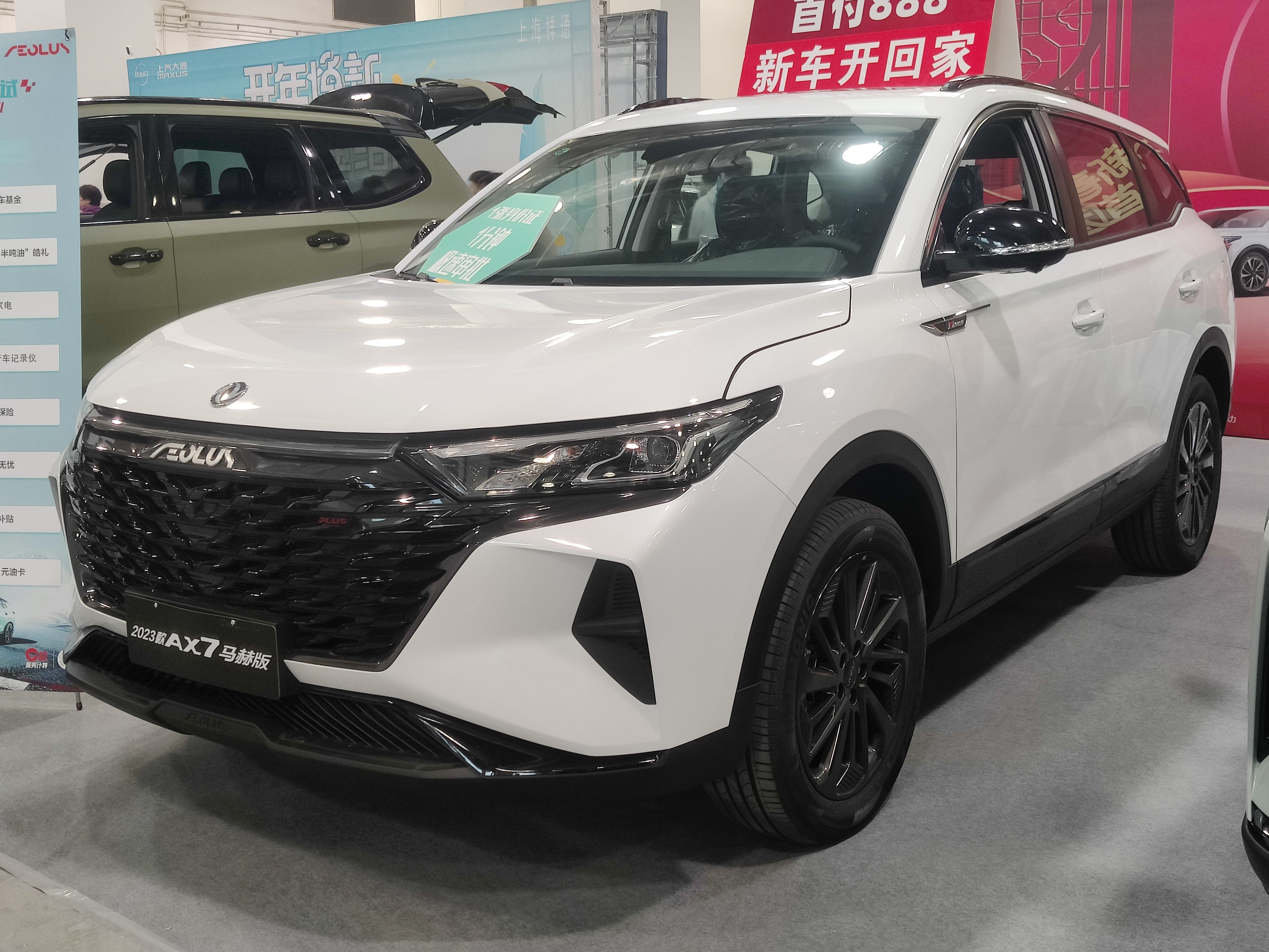
Aeolus AX7 Plus
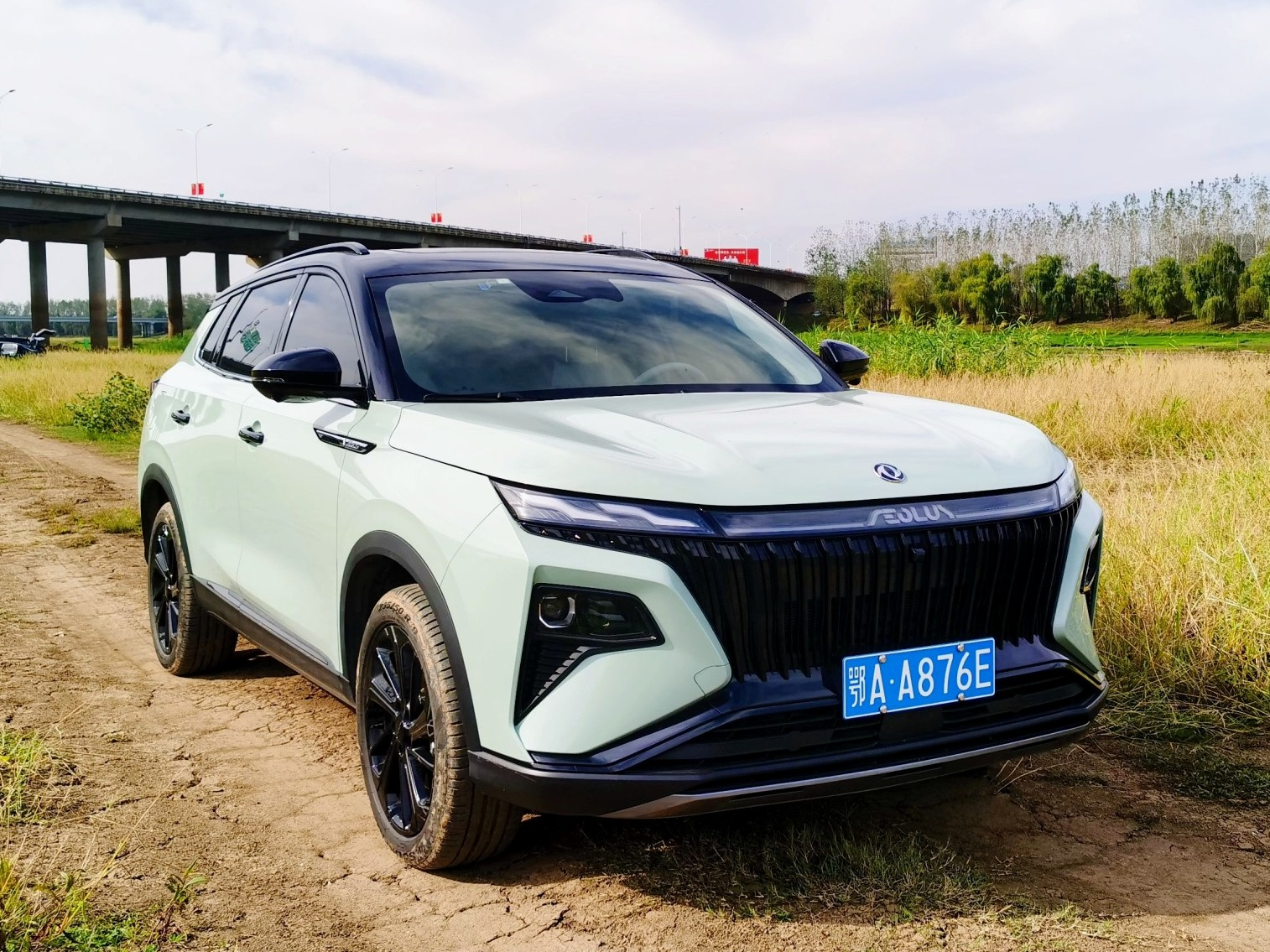
Aeolus Haoji
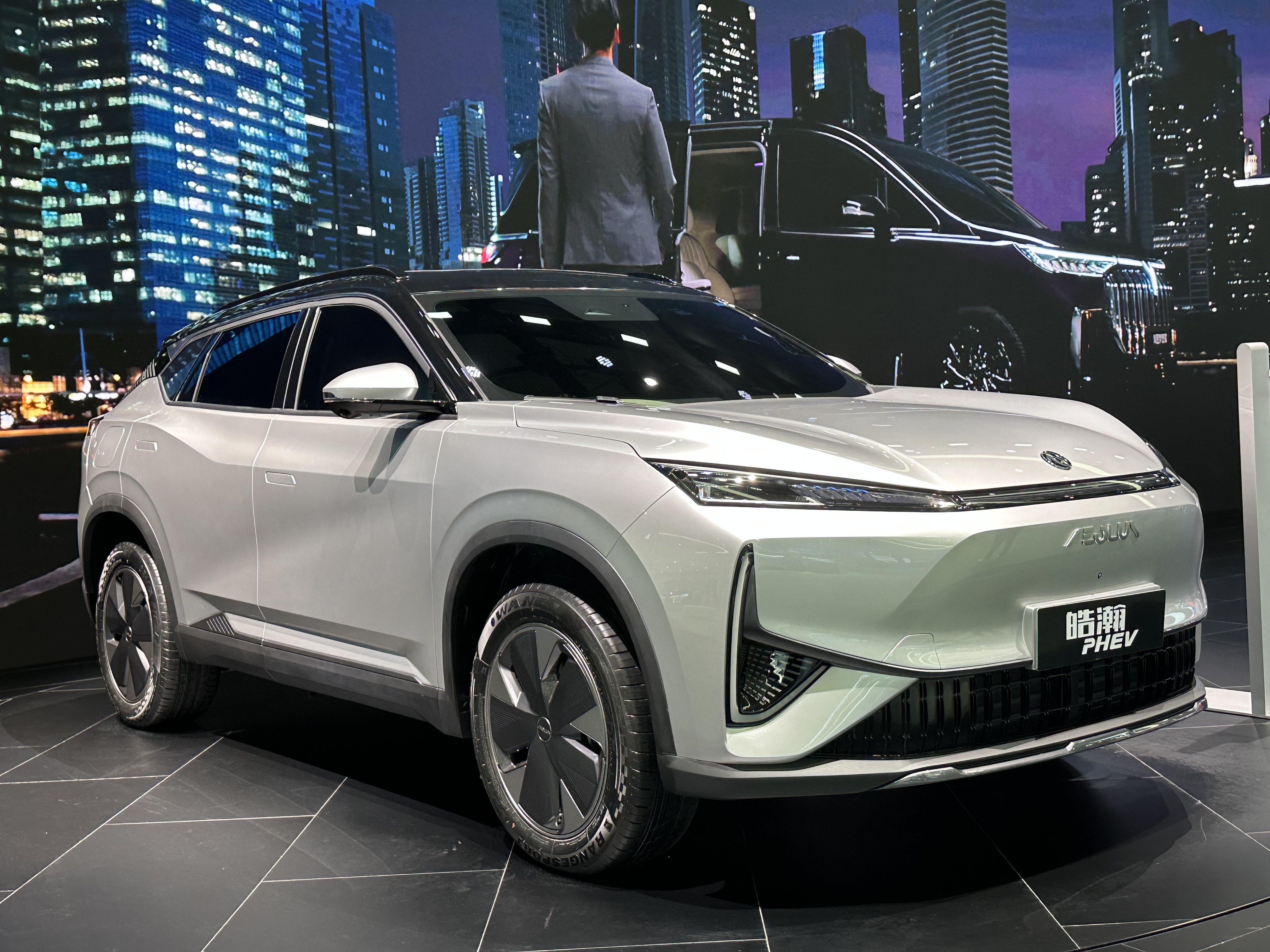
Aeolus Haohan
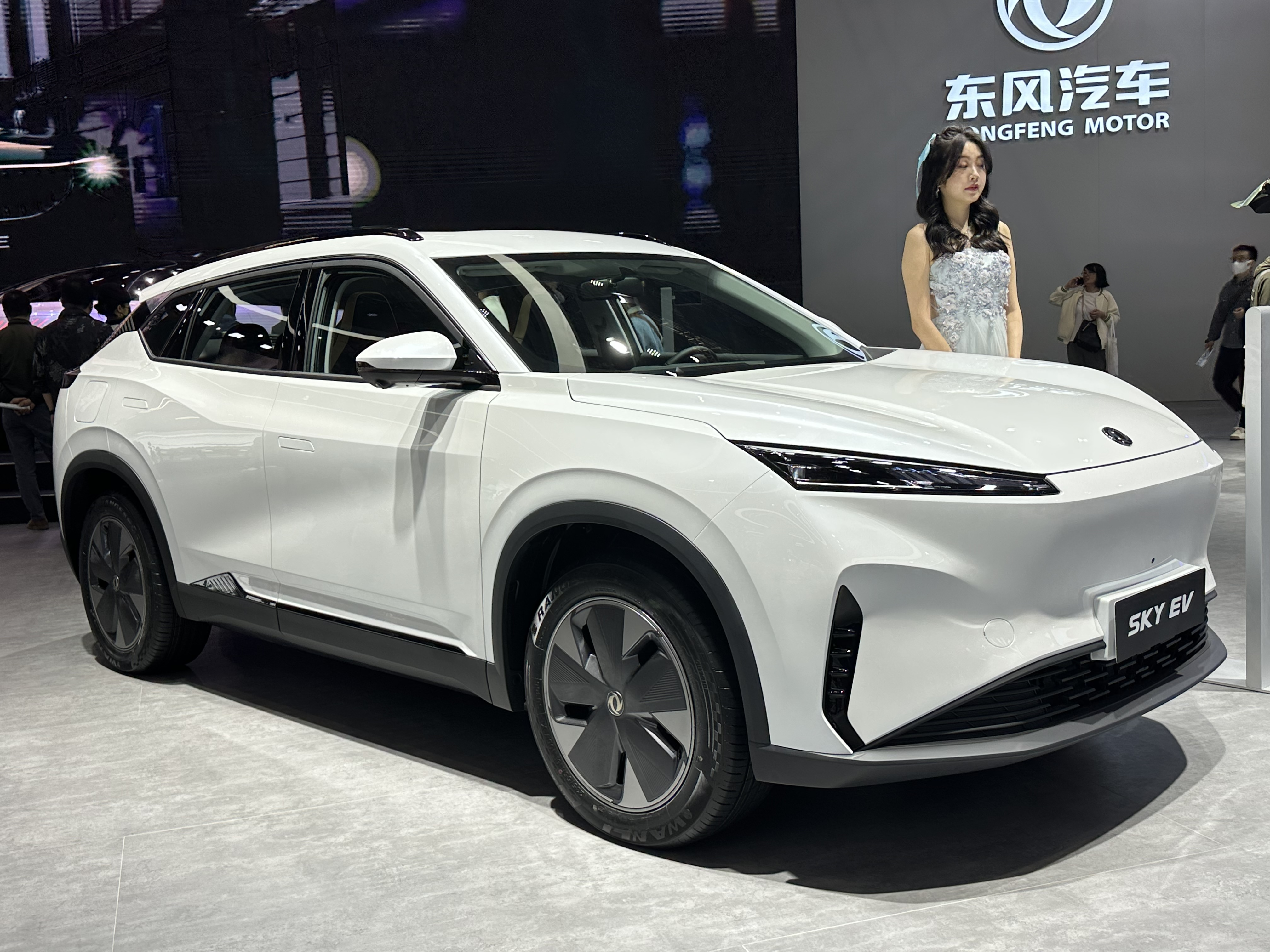
Aeolus sky EV

### Anciens modèles
- Fengshen E30L, une citadine.
- Fengshen A30, une berline quatre portes sous-compacte.
- Fengshen H30, une berline cinq portes compacte.
- Fengshen S30, une berline quatre portes sous-compacte basée sur la plate-forme de la Peugeot 307.
- Fengshen L60, une berline compacte basée sur la plate-forme de la Peugeot 408[15].
- Fengshen A9, une berline exécutive à quatre portes.
- Fengshen H30 Cross, un CUV sous-compact à cinq portes.
- Fengshen AX3, un CUV cinq portes sous-compact.
- Fengshen AX4, un CUV cinq portes sous-compact.
- Fengshen AX5, un CUV compact à cinq portes.

|               |
| Fengshen E30L |

|                       |
| Fengshen (Aeolus) D53 |

|              |
| Fengshen A30 |

|              |
| Fengshen A60 |

|              |
| Fengshen H30 |

|                    |
| Fengshen H30 Cross |

|              |
| Fengshen S30 |

|              |
| Fengshen AX3 |

|              |
| Fengshen AX4 |

|              |
| Fengshen AX5 |

|              |
| Fengshen AX7 |

|              |
| Fengshen L60 |

## Ventes
Les produits Fengshen sont actuellement vendus en Chine et au Venezuela.
| Année civile | Ventes totales |
| ------------ | -------------- |
| 2009         | 22 000         |
| 2012         | 60 200         |
| 2013         | 80 077,        |

## Note
1. ↑  Seulement en chine.